# Yvonne Kenny
Pour les articles homonymes, voir Kenny.
Yvonne (Denise) Kenny (née le 25 novembre 1950) est une soprano australienne particulièrement associée à Händel et Mozart.
Elle reçoit sa formation au Conservatoire de New South Wales State of Music à Sydney et à l'école de La Scala de Milan (1973-1974).

## Biographie
Née à Sydney, Australie, elle étudie d'abord à l'Université de Sydney en sciences, espérant devenir biochimiste, mais abandonne et se dirige vers la musique.
Elle entre au Conservatoire de Musique de Sydney où elle étudie avec Myra Lambert. Elle gagne par la suite une bourse pour aller étudier à l'école d'opéra à La Scala de Milan. Après une année d'étude à Milan, elle se rend en Angleterre, où après quelques récitals et apparitions à la télévision, elle remplace avec seulement quatre jours d'avis la soprano Janet Price le 11 octobre 1975 dans une version concert de l'opéra de Gaetano Donizetti Rosmonda d'Inghilterra au Queen Elizabeth Hall. C'est un triomphe et la carrière de la quasi inconnue Yvonne Kenny est lancée.

## Performances et rôles
Ses rôles ont inclus Pamina (Die Zauberflöte), Ilia (Idomeneo), Oscar (Un Ballo in Maschera), Susanna (Les Noces de Figaro), Adina (L'Elisir d'Amore), Aspasia (Mitridate) et Donna Anna (Don Giovanni).
Elle a reçu une reconnaissance internationale dans de nombreux rôles de George Frideric Handel, notamment Sémélé et Alcina (Covent Garden et La Fenice de Venise); Romilda (Xerxès) pour English National Opera, et de Munich Bavarian State Opera, si Cleopatra (Giulio Cesare) à Sydney. L'artiste a chanté à l'Opéra d'État de Vienne, la Scala de Milan, Berlin State Opera, l'Opéra de Paris, à l'Opéra de Nancy et de Lorraine, Opéra d'État de Hambourg, l'Opéra de Zurich, Washington Opera et retourne fréquemment à l'Opéra d'Australie pour des missions nombreuses et variées.
Yvonne Kenny se produit régulièrement en concert dans toute l'Europe et l'Amérique du Nord et elle est apparue aux Festivals d'Edimbourg, Salzbourg, Aix-en-Provence, au Carnegie Hall et est régulièrement invité à des concerts de BBC Promenade.

## Récompenses
- 1989 - Membre de l'Ordre d'Australie. Elle a été nommée Membre de l'Ordre d'Australie (AM) sur la liste de 1989 Queen's Birthday Honour List pour ses « services rendus à l'opéra ».
- 1999 - Le Doctorat honorifique en musique lui été décerné par l'Université de Sydney.
- 2001 - Médaille du Centenaire.

## Jeux olympiques
Elle a chanté l'hymne olympique lors de la cérémonie de clôture des Jeux olympiques d'été de 2000 à Sydney. En 2001, elle a reçu la Médaille du Centenaire.